# Mikalaj Kašeŭski
Mikalaj Mikalajavič Kašeŭski (in bielorusso Мікалай Мікалаявіч Кашэўскі?; in russo Николай Николаевич Кашевский?, Nikolaj Nikolaevič Kaševskij; Žodzina, 5 ottobre 1980) è un ex calciatore bielorusso, di ruolo difensore o centrocampista.

## Caratteristiche tecniche
Difensore centrale, può giocare anche come terzino sinistro e come mediano.